# Francesc Espar Moya
Francesc Espar Moya (Barcelona, 4 de gener de 1963), conegut com a Xesco Espar, és un antic jugador i entrenador d'handbol català. És el pare de les jugadores olímpiques de waterpolo Anna i Clara Espar.

## Biografia
Ha desenvolupat la seva carrera esportiva al FC Barcelona, on jugà a les categories inferiors i una temporada al primer equip. Com a jugador guanyà la Recopa d'Europa i la Copa del Rei la temporada 1984-85.
És llicenciat en Ciències d'Educació Física per l'Institut Nacional d'Educació Física de Catalunya (INEFC) de Barcelona. Inicià la seva carrera com a entrenador a l'equip juvenil del Barça des de 1985 a 1991. Posteriorment entrenà a l'equip júnior entre 1991 i 1997. Aquest darrer any ingressà al primer equip com a preparador físic i ajudant de l'entrenador Valero Rivera.
L'any 2004, quan Valero Rivera deixà d'entrenar al primer equip per passar a ser Director General Esportiu de les seccions del club, Xesco esdevingué primer entrenador del club. En la seva primera temporada al club guanyà la setena Copa d'Europa per a la secció. El 2007 fou substituït per Manolo Cadenas.
Ha estat professor de l'INEFC de Barcelona durant 13 anys (1991-2004) i professor de l'Escola d'Entrenadors de la Federació Espanyola d'Handbol des de 1990.
Un cop finalitzada la seva trajectòria esportiva, s'ha dedicat a la formació sobre lideratge, motivació i treball en equip. Ha publicat també 3 llibres Jugar con el corazón (2010), No Limits (2016) i La libreta (2020). El 2015 va participar com a assessor en el programa de televisió El Mur de TV3.

## Trajectòria
Com a jugador
- 1972-79 Col·legi Sagrada Família
- 1979-83 Categories inferiors del FC Barcelona
- 1983-84 GEiEG
- 1984-85 FC Barcelona

Com a entrenador
- 1985-91 FC Barcelona juvenil
- 1991-97 FC Barcelona júnior
- 1997-04 Preparador físic i tercer entrenador del FC Barcelona
- 2004-07 FC Barcelona

## Palmarès
Com a jugador
- Campionat d'Espanya Escolar: 1978-79 (Sagrada Família)
- Recopa d'Europa d'handbol: 1 (1984-85)
- Copa espanyola d'handbol: 1 (1984-85)

Com a entrenador
- Campionat d'Espanya Juvenil: 3 (1986-87, 1988-89, 1989-90)
- Lliga Catalana Juvenil: 4 (1986-87, 1988-89, 1989-90, 1990-91)
- Campionat d'Espanya Júnior: 1 (1991-92)
- Lliga Catalana Júnior: 3 (1991-92, 1995-96, 1996-97)
- Copa d'Europa d'handbol: 1 (2004-05)
- Lliga dels Pirineus d'handbol: 2 (2005-06, 2006-07)
- Lliga espanyola d'handbol: 1 (2005-06)
- Supercopa d'Espanya d'handbol: 1 (2006-07)
- Copa espanyola d'handbol: 1 (2006-07)